# هاك ذا بوكس

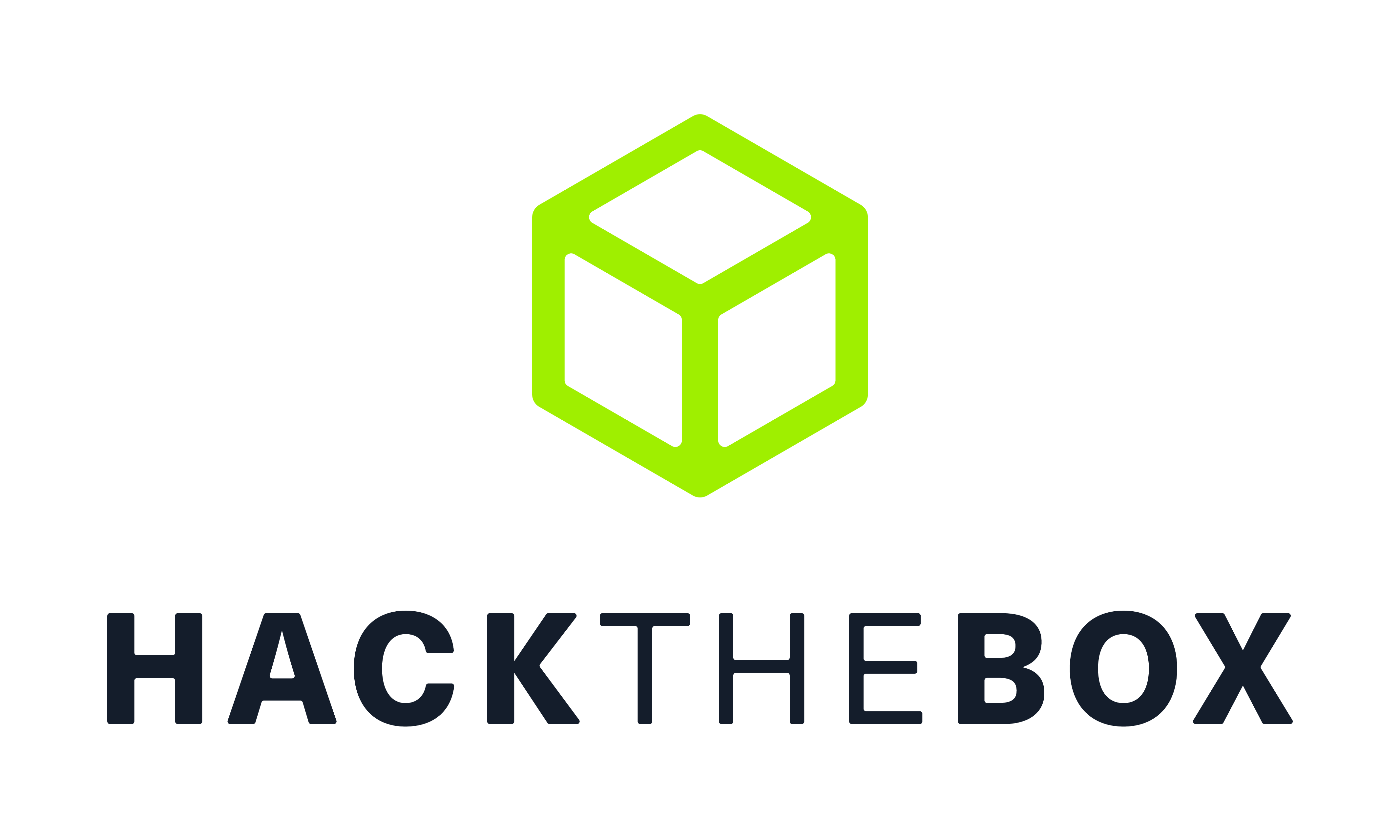
شعار هاك ذا بوكس

هاك ذا بوكس (Hack The Box) هي منصة إلكترونية مخصصة لتعليم وتدريب الأفراد في مجال الأمن السيبراني واختبار الاختراق. تأسست المنصة في عام 2017 على يد هاريس بيلارينوس وفريقه. تهدف المنصة إلى تعزيز مهارات المتدربين من خلال توفير بيئة افتراضية تفاعلية، حيث يمكن للمستخدمين اختبار مهاراتهم في اكتشاف الثغرات واختراق الأنظمة بشكل آمن وقانوني.
توفر "هاك ذا بوكس" مختبرات افتراضية تحتوي على أنظمة وأجهزة متصلة بالشبكة، يتمكن المستخدمون من محاكاتها واختبارها للبحث عن الثغرات الأمنية. تشمل التحديات المتاحة مستويات متعددة من الصعوبة، مما يسمح للمبتدئين والمحترفين على حد سواء بتطوير مهاراتهم في اختبار الاختراق والأمن السيبراني.

## الفلسفة
تعتمد "هاك ذا بوكس" على فلسفة "التعلم من خلال الممارسة"، حيث يتمكن المستخدمون من تطوير مهاراتهم العملية عبر التفاعل مع بيئات تدريب تحاكي الأنظمة الحقيقية. تسعى المنصة إلى تقديم أدوات ومختبرات تساهم في تعزيز القدرات التقنية وتحقيق الفهم العملي للتقنيات الحديثة في مجال الأمن السيبراني.

## المجتمع
يجذب "هاك ذا بوكس" مجتمعًا كبيرًا من المتخصصين والهواة في مجال الأمن السيبراني. يتفاعل المستخدمون عبر المنصة من خلال المنتديات وقنوات التواصل المختلفة، كما يتم تنظيم مسابقات دورية تحت مسمى "CTF" (Capture The Flag)، والتي تتيح الفرصة للمشاركين لتحدي أنفسهم والتنافس في حل التحديات واكتشاف الثغرات.

## البرامج التعليمية والشركات
إلى جانب خدماتها للمجتمع العام، تقدم "هاك ذا بوكس" برامج تدريبية مخصصة للشركات والمؤسسات الأكاديمية. تهدف هذه البرامج إلى تطوير مهارات فرق العمل في مجال الأمن السيبراني، بما في ذلك اختبار الاختراق وإدارة الثغرات الأمنية.

## التوسع والاعتراف
نظرًا لشعبيتها الكبيرة، تعتبر "هاك ذا بوكس" اليوم إحدى أبرز المنصات التعليمية في مجال الأمن السيبراني. تستمر في توسيع نطاق خدماتها بإضافة تحديات جديدة وتطوير مختبرات تدريبية مبتكرة، فضلًا عن تنظيم فعاليات ومسابقات عالمية تهدف إلى تعزيز الوعي بأهمية الأمن السيبراني في العالم الرقمي.